# Mauch (Fluss)
Die Mauch ist ein etwa 21 km langer Fluss im Landkreis Donau-Ries im bayerischen Bezirk Schwaben, der bei Deiningen-Klosterzimmern von links und Nordwesten in die Eger mündet.

## Name
Der Fluss wird 1293 als Muche erstmals urkundlich erwähnt. Der Name leitet sich vermutlich vom germanischen *mūka- mit der Bedeutung 'weich, sanft, modrig' ab.

## Geographie

### Verlauf
Die Mauch entspringt am bergig-waldreichen Nordsaum des Nördlinger Rieses im Naturraum Vorland der Südlichen Frankenalb, in Luftlinie etwa drei Kilometer nordwestlich von Fremdingen oberhalb der dazugehörigen Einöde Oppersberg in einer nordwestlichen Flurbucht, durch welche die B 25, hier Romantische Straße, und die Bahnstrecke Dombühl–Nördlingen („Romantische Schiene“) ins Ries ziehen. Der Ursprung liegt dicht an der Grenze zum Nachbarlandkreis Ansbach im Bezirk Mittelfranken. Von Anfang bis Ende fließt der kleine Fluss in südöstliche bis südliche Richtungen. Kurz vor Fremdingen durchläuft er den etwa fünf Hektar großen Mauchweiher, verlässt dann das Waldgebiet und tritt in die anfangs sanfthügelige, dann zum Ries hin mehr und mehr flache Flurebene ein, in der ihm bald nur noch von rechts merkliche Zuflüsse erreichen. Die Mauch durchzieht Fremdingen, wo die Bundesstraße die Talachse nach Süden hin verlässt. Zwischen Marktoffingen und Utzwingen durchbricht sie den Riesrand und durchläuft dann Maihingen, den anderen größeren Ort am Ufer. Dort kehrt sich die Bahnstrecke südwärts aus der Talmulde. Ein Stück unterhalb von Maihingen fließt von rechts ihr mit Abstand größter Nebenfluss Arenbach zu, der über 13 km lang ist; der nächstlängste erreicht nicht einmal sechs Kilometer. Kurz vor Pfäfflingen unterquert sie die Bahnstrecke Nördlingen–Gunzenhausen, danach mündet die Mauch bei Deiningen-Klosterzimmern ungefähr in der Mitte des Rieses von links und zuletzt Norden in die Eger, die dort in die Mauchrichtung nach Süden abknickt.

### Einzugsgebiet
Die Mauch entwässert insgesamt 62,9 km², zu denen ihr größter Nebenfluss Arenbach 18,6 km² beiträgt. Das Einzugsgebiet hat ungefähr die Kontur eines nach Südosten zur Mündung hin spitz auslaufenden Keils; in Längsrichtung nach Südosten erstreckt es sich fast 17 km weit, quer dazu ist es nirgends 7 km breit. Die Mauch fließt darin unterhalb von Fremdingen meist sehr nahe der linken Wasserscheide.
Sämtliche konkurrierenden Gewässer jenseits der Wasserscheide fließen zur Wörnitz. Es sind von Nordwest nach Nordost die rechten Wörnitz-Zuflüsse Hasselbach, Bärbach und der Weiltinger Weiherbach; von Nordost bis Südost der Munninger Mühlbach, der Grimmgraben, der Faulgraben und der Wechinger Sulzgraben; auf der gesamten Südseite der Birkhauser Graben zum großen Wörnitz-Nebenfluss Eger; im Südwesten ein Oberlauf des Birkhauser Grabens, im Westen bis Nordwesten die über die Schneidheimer Sechta ebenfalls zur Eger entwässernde Nordhausener Acht.
Die höchsten Erhebungen liegen an der nordwestlichen Wasserscheide, wo oft über 520 m ü. NHN erreicht werden. Der mit etwa 540 m ü. NHN höchste Punkt liegt westlich von Bergheim nahe der Straße nach Tannhausen.

### Zuflüsse und Fließgewässer
Teilweise auch höherer Ordnung, aufgeführt jeweils unter dem aufnehmenden Gewässer und von der Quelle zur Mündung. Mit teilweise Längen-, Wasserflächen-, Einzugsgebietsgrößen- und Höhenangaben.
Quelle der Mauch auf ca. 467 m ü. NHN etwa 300 Meter nordwestlich der Fremdinger Einöde Oppersberg zwischen der Bahnstrecke Dombühl–Nördlingen und der B 25 im Süden. Die Mauch fließt zunächst südöstlich.
- (Zufluss), von links auf ca. 457 m ü. NHN etwa 300 Meter östlich von Oppersberg, 0,6 km. Fließt auf ca. 470 m ü. NHN aus einem Weiher im Waldgewann Erdfall.
- Sauerwiesengraben, von rechts auf knapp 455 m ü. NHN, 1,3 km. Entfließt auf ca. 470 m ü. NHN einem Weiher zwischen Oppersberg und dem Wilburgstettener Ortsteil Rühlingstetten.
- (Zufluss), von links am Beginn des folgenden, 1,8 km. Entsteht auf ca. 510 m ü. NHN östlich der Fremdinger Einöde Uttenstetten im Wald.
- Durchfließt auf ca. 450 m ü. NHN den Mauchweiher nordwestlich von Fremdingen, ca. 5,1 ha.
- (Zufluss), von links auf nach dem ersten Gebäude von Fremdingen, 2,4 km. Entsteht auf über 505 m ü. NHN im Wald nördlich von Fremdingen.
- Mauchgraben (!), von rechts auf über 445 m ü. NHN am Nordrand von Fremdingen, 4,6 km. Entsteht auf ca. 505 m ü. NHN südlich des Tannhausener Weilers Bergheim.
  - Hofweihergraben, von rechts auf unter 450 m ü. NHN nordwestlich von Fremdingen, 3,3 km. Entsteht auf ca. 490 m ü. NHN am Westende eines Flurschlauches bis zur Landesgrenze.
- (Zufluss), von links auf unter 440 m ü. NHN wenig südöstlich von Fremdingen, 2,1 km. Entsteht auf ca. 465 m ü. NHN wenig südlich des Fremdinger Pfarrdorfs Schopflohe.
  - (Zufluss), von links auf unter 445 m ü. NHN, 1,0 km. Entsteht auf ca. 450 m ü. NHN wie sein Vorfluter an der Straße von Schopflohe nach Hochaltingen.
- Rohrbach, von rechts kurz vor dem Fremdinger Dorf Bühlingen, 5,2 km. Entsteht auf ca. 510 m ü. NHN am Ende einer Flurbucht nach Westen beim Tannhausener Weiler Ellrichsbronn.
  - (Zufluss), von rechts auf ca. 440 m ü. NHN, 0,9 km. Entsteht auf fast 450 m ü. NHN etwas östlich der B 25.
- (Zufluss), von rechts auf ca. 438 m ü. NHN an der Mauchbrücke bei Fremdingen-Bühlingen, 1,5 km. Entsteht auf ca. 458 m ü. NHN wenig östlich der B 25.
- (Zufluss), von links auf fast gegenüber dem vorigen, 1,1 km. Ablauf eines Weihers auf ca. 475 m ü. NHN nordwestlich von Fremdingen-Herblingen.
- (Zufluss), von rechts bei den Marktoffinger Schnabelhöfen, 1,2 km. Entsteht auf knapp 450 m ü. NHN am Südostrand des Marktoffinger Ortsteils Minderoffingen.
- (Zufluss), von rechts auf etwa 423 m ü. NHN ca. 1,2 km südöstlich des Ortsrandes von Maihingen, 0,9 km. Entsteht auf unter 425 m ü. NHN an der Kreisstraße von Maihingen nach Nördlingen-Dürrenzimmern.
- Arenbach, von rechts auf etwa 422 m ü. NHN, 13,5 km und 18,6 km². Entsteht auf ca. 505 m ü. NHN südwestlich von Ellrichsbronn im Wald Ziegelhau.
  - Rohrbach, von links auf ca. 475 m ü. NHN an einer Feldwegbrücke nordwestlich von Fremdingen-Enslingen, 0,9 km. Entsteht auf ca. 500 m ü. NHN südwestlich von Ellrichsbronn vor dem Wald.
  - Urlesteichgraben, von rechts auf ca. 460 m ü. NHN etwas südlich von Enslingen, 1,1 km. Entsteht auf ca. 480 m ü. NHN nördlich von Unterschneidheim-Geislingen.
  - (Zufluss), von links auf knapp 425 m ü. NHN kurz vor der Kreisstraße von Maihingen nach Wallerstein-Birkhausen, 2,0 km. Entsteht auf über 440 m ü. NHN zwischen der Hylenstraße und der Bahnlinie in Marktoffingen.
    - (Zufluss), von rechts auf ca. 426 m ü. NHN südöstlich von Marktoffingen, 1,1 km. Entsteht auf ca. 422 m ü. NHN an der Marktoffinger Kläranlage.
- Lachgraben, von rechts auf über 420 m ü. NHN vor Pfäfflingen, 2,4 km. Entsteht auf ca. 432 m ü. NHN nahe der Fasanerie nördlich von Birkhausen.

Mündung der Mauch auf ca. 415 m ü. NHN bei Deiningen-Klosterzimmern von links und zuletzt Norden in die Eger, die hier nach Süden abknickt. Die Mauch ist hier 20,8 km lang und hat ein Einzugsgebiet von 62,9 km² hinter sich.

### Gemeinden und Ortschaften
Am Lauf liegen nur die auf tiefster Schachtelungsstufe aufgeführten Ortschaften:
- Landkreis Donau-Ries
  - Gemeinde Fremdingen
    - Oppersberg (Einöde, rechts)
    - Fremdingen (Pfarrdorf)
    - Bühlingen (Dorf, rechter Hang)

  - Gemeinde Marktoffingen
    - Schnabelhöfe (Einöde, rechts)

  - Gemeinde Maihingen
    - Langenmühle (Einöde, links)
    - Klostermühle (Einöde, rechts)
    - Maihingen (Pfarrdorf)

  - Große Kreisstadt Nördlingen
    - Pfäfflingen (Pfarrdorf, links)

  - Gemeinde Deiningen
    - Klosterzimmern (Einöde, links)